# Парламентские выборы на Украине (1994)
Парла́ментские вы́боры на Украи́не (1994) — первые парламентские выборы на Украине после обретения независимости в 1991 и одновременно первые досрочные выборы в этой стране.

## Предыстория
7 июня 1993 года в Донбассе началась бессрочная забастовка шахтёров, которая могла повлечь за собой тяжёлый экономический кризис. В виду этого Верховная Рада Украины 17 июня пошла забастовщикам на встречу и выполнила их требование — назначила на 26 сентября 1993 года консультативный референдум о (не)доверии президенту и парламенту. После переговоров с президентом Украины Леонидом Кравчуком Верховная рада, однако, за два дня до референдума отменила его и постановила провести 27 марта 1994 года досрочные парламентские и 26 июня того же года досрочные президентские выборы (регулярные выборы должны были бы состояться в марте 1995 года и конце 1996-го соответственно).

## Особенности выборов
Все депутаты избирались по одномандатным округам. Чтобы выборы в каждом отдельном округе были признаны действительными, должна была иметь место явка в размере 50 % избирателей плюс ещё один голос. В случае признания выборов недействительными, назначалось переголосование. Кроме того один из кандидатов должен был набрать свыше 50 % голосов, иначе назначалось переголосование, в котором участвовали два кандидата, набравшие большее количество голосов. Если же и во втором туре никто не набирал более половины голосов, то назначался третий тур.

## Ход голосования
Первый тур прошёл 27 марта 1994 года. Лишь в 49 округах из 450 были выполнены условия минимальной явки и абсолютного большинства голосов в пользу одного из кандидатов. В результате 10 апреля было проведено переголосование в 401 избирательном округе. Однако и в данном случае выборы состоялись только в 289 округах — в 92 никто не набрал более 50 % голосов и в 20 недостаточной была явка. В двух округах выборы признали недействительными. Третий тур выборов прошёл намного позже — 24 июля. Таким образом Верховная рада, приступившая к работе 11 мая заседала не в полном составе. Так как и переголосование в некоторых округах не отвечало всем стандартам, то осенью 1994 года имели место и четвёртые туры.

## Результаты
| Партия                                           | Голосов    | %        | Мест |
| ------------------------------------------------ | ---------- | -------- | ---- |
| Коммунистическая партия Украины                  | 3 683 332  | 12,72 %  | 86   |
| Народный Рух Украины                             | 1 491 164  | 5,15 %   | 20   |
| Социалистическая партия Украины                  | 895 830    | 3,09 %   | 14   |
| Селянская партия Украины                         | 794 614    | 2,74 %   | 19   |
| Украинская республиканская партия                | 728 614    | 2,52 %   | 8    |
| Конгресс украинских националистов                | 361 352    | 1,25 %   | 5    |
| Демократическая партия Украины                   | 312 842    | 1,08 %   | 2    |
| Партия демократического возрождения Украины      | 239 763    | 0,83 %   | 4    |
| Либеральная партия Украины                       | 173 503    | 0,60 %   | 0    |
| Украинская Национальная Ассамблея                | 148 239    | 0,51 %   | 1    |
| Партия труда                                     | 114 409    | 0,40 %   | 4    |
| Социал-демократическая партия Украины            | 104 204    | 0,36 %   | 2    |
| Христианско-демократическая партия Украины       | 100 007    | 0,35 %   | 1    |
| Украинская консервативная республиканская партия | 99 028     | 0,34 %   | 2    |
| Трудовой конгресс Украины                        | 83 702     | 0,29 %   | 0    |
| Гражданский конгресс Украины                     | 72 473     | 0,25 %   | 2    |
| Партия зелёных Украины                           | 71 946     | 0,25 %   | 0    |
| Социальная националистическая партия Украины     | 49 483     | 0,17 %   | 0    |
| Украинская партия справедливости                 | 40 414     | 0,14 %   | 0    |
| Остальные партии                                 | 171 326    | 0,59 %   | 0    |
| Независимые                                      | 14 894 269 | 51,42 %  | 168  |
| Вакантные места                                  | —          | —        | 112  |
| Против всех                                      | 2 512 118  | 8,67 %   | —    |
| Недействительные голоса                          | 1 821 350  | 6,29 %   | —    |
| Всего                                            | 28 963 982 | 100,00 % | 450  |
| Зарегистрировано избирателей/Явка                | 38 204 100 | 75,81 %  | —    |
| Источник:                                        |            |          |      |